# Câu lạc bộ bóng đá Xổ Số Kiến Thiết Cần Thơ
Câu lạc bộ bóng đá Xổ Số Kiến Thiết Cần Thơ (tradução: Clube de futebol Xổ Số Kiến Thiết Cần Thơ) é um time de futebol vietnamita que está situado na cidade de Can Tho e atualmente disputa a V-Liga, a primeira divisão do país. 